# Turzyca zwisła
Turzyca zwisła (Carex pendula Huds.) – gatunek byliny z rodziny ciborowatych (turzycowatych). Występuje w południowej i zachodniej Europie, w południowo-zachodniej Azji oraz w północno-zachodniej Afryce. W Polsce występuje na południu kraju.

## Morfologia

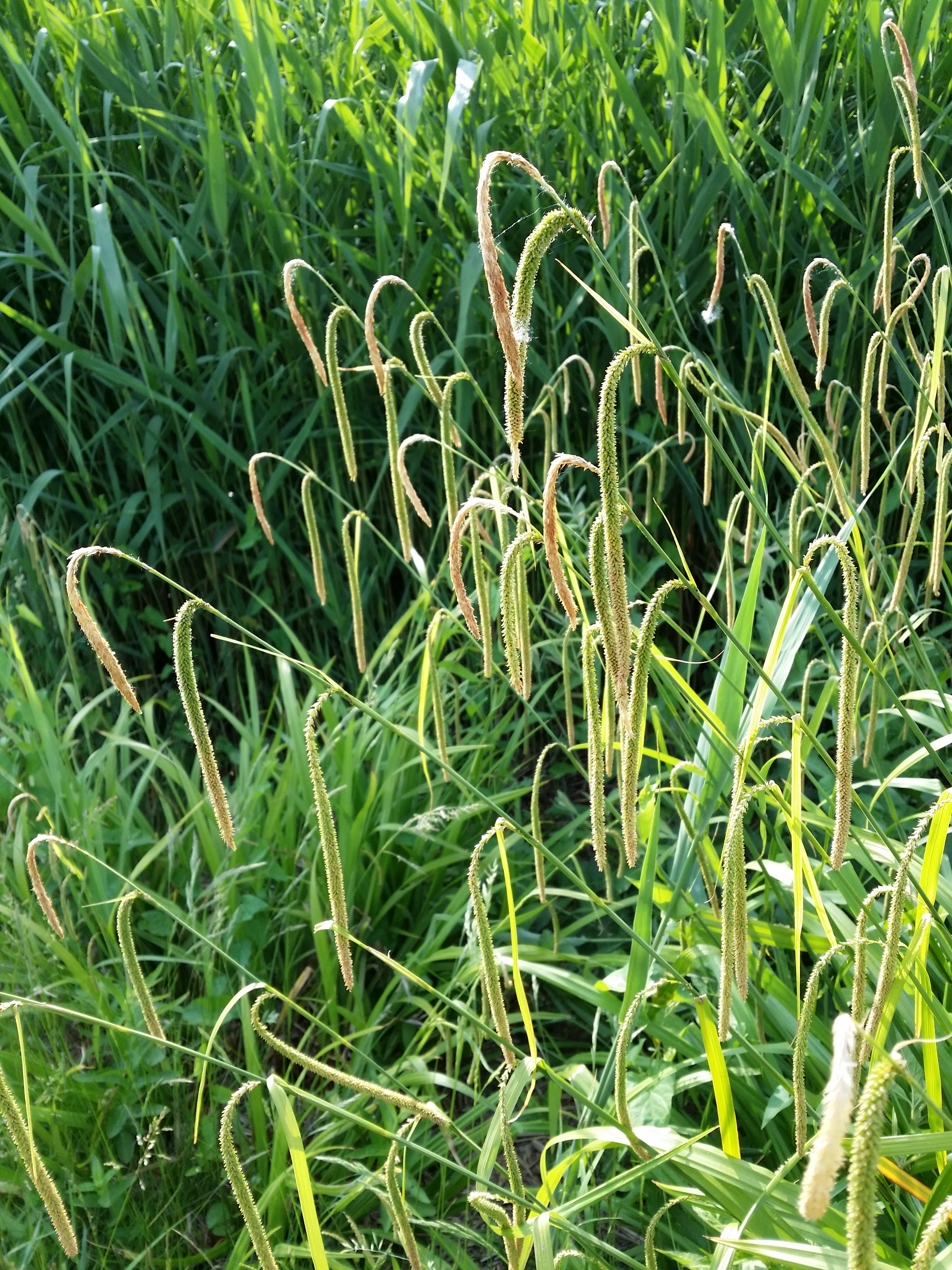
Pokrój

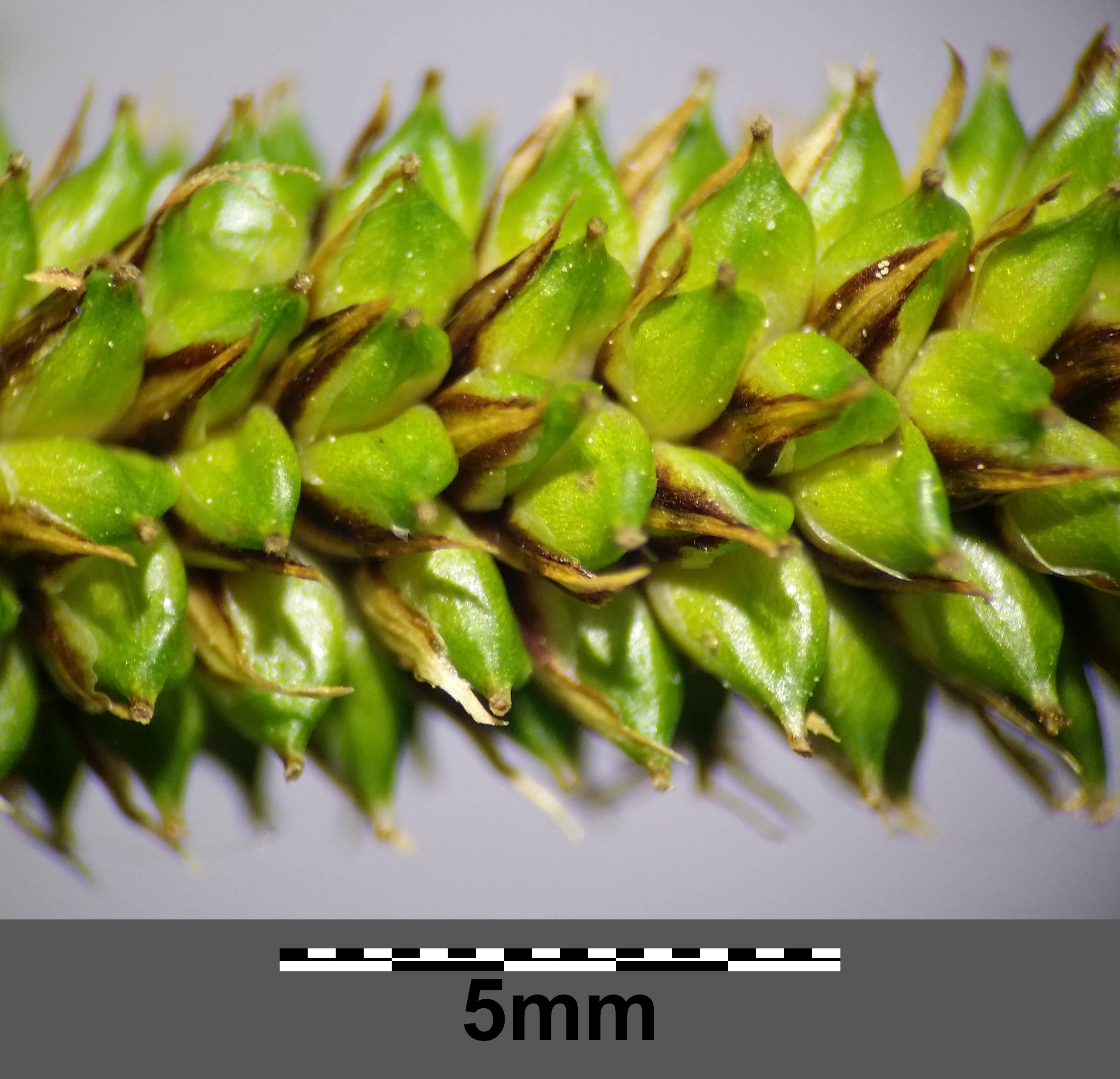
Fragment kłosa z owocami

PokrójRoślina zielna, wieloletnia, zimozielona, tworząca zwarte kępy.
ŁodygaTrójkanciasta, łukowata lub sztywno wzniesiona,ulistniona, o wysokości od 20 do 100 cm.
LiścieŁukowate, na brzegach szorstkie, płaskie, z wystającym grzbietem, ciemnozielone-błyszczące, lancetowate, szerokie od 1 do 2 cm. i długie od 20 do 100 cm.
KwiatRozdzielnopłciowe, ciemnobrązowe, zebrane w kłosy oddalone od siebie i zwisające. Kłosy męskie u szczytu w liczbie 1–3 o długości około 10 cm oraz niżej położone kłosy żeńskie o długości około 16 cm w liczbie od 3 do 6.
OwoceOrzeszek ukryty w jajowatym pęcherzyku.

## Biologia i ekologia
Kwitnie pomiędzy majem a lipcem.
Rośnie na stanowiskach lekko zacienionych do półcienistych, na glebach żyznych, o dużej wilgotności. W klasyfikacji zbiorowisk roślinnych gatunek charakterystyczny dla związku Alno-Ulmion (las łęgowy) oraz gatunek wyróżniający dla zespołu podgórskiego łęgu jesionowego Carici remotae-Fraxinetum.

## Zastosowanie
Roślina okrywowa, o walorach ozdobnych, stosowana do obsadzania skrajów zbiorników wodnych, pojemników. Roślina mrozoodporna, bez okrywy śnieżnej znosi dobrze mrozy.